# Кентаури
Кентаури (грч. Κένταυροι) су бића из грчке митологије, полу-људи, полу-коњи.
У многим грчким митовима сматра се да су кентаури дивљи попут неукроћених коња, а речено је и да су настањивали регију Магнезија и планину Пелион у Тесалији, Фолојеву храстову шуму у Елису и Малејево полуострво у јужној Лаконији. Кентаури су касније представљени у римској митологији и били су познати ликови у средњовековном бестијару. Они остају у основи модерне књижевности фантастике.

## Етимологија
Грчка реч kentauros се генерално сматра да је нејасног порекла. Етимологија из ken + tauros, 'пробадајући бик', била је еухемеристичка сугестија у Палафатовом рационализујућем тексту о грчкој митологији, О невероватним причама (Περὶ ἀπίστων), који је укључивао јахаче стрелце из села званог Нефел, који су елиминисали крдо бикова који су били пошаст Иксионовог краљевства. Друга могућа сродна етимологија може бити „убица бикова“.

## Митологија
Кентаури су потомци Иксиона и Нефеле, богиње облака, деца њиховог сина Кентаура и магнезијских кобила. Живели су у тешко приступачним шумама Тесалије, западне Аркадије, Елиде и Етолије. Представљани су као сурова бића, која су често улазила у сукобе са људима. Тако се као њихови противници помињу Лапити (кентауромахија) и Херакле, који се са њима сукобљавао више пута. Најчувенији кентаури били су Хирон, Фол и Нес. Прва двојица су, за разлику од осталих Кентаура, били јако образовани и интелигентни, а трећи је дошао главе Хераклу.
Једно друго племе кентаура је по предању живело на Кипру. Према Нону, њима је отац Зевс, који је, фрустриран након што му је Афродита измакла, просуо своје семе на тло те земље. За разлику од копнене Грчке, кипарски кентаури су били рогати.
Такође се наводи да су постојали Ламијански Фери, дванаест рустикалних демона (духова) реке Ламос. Зевс их је поставио да чувају одојче Диониса, штитећи га од Хериних махинација, али их је разбеснела богиња претворила у кентауре са воловским роговима. Ламијански Фери су касније пратили Диониса у његовој кампањи против Индијаца.

### Сукоб Кентаура и Херакла
Када је Херакле пошао да изврши своје четврто дело, да убије еримантског вепра, свратио је у пећину код кентаура Фола. Фол је дао Хераклу да једе месо, али није хтео да отвори посуду са вином која је припадала свим кентаурима. Херакле је ипак успео да га наговори да то уради. Кентаури су побеснели када су осетили мирис јаког вина. Одмах су јурнули на Фолову пећину. Херакле је бранио Фола и упркос томе што је Кентаурима помогла њихова баба Нефела, богиња облака, која је послала јаку кишу и земљу учинила клизавом, Херакле је успио да убије неколико кентаура, а остале натерао у бег.
Херакле је случајно погодио свог пријатеља, мудрог кентаура Хирона. Извукао је стрелу, али ништа није могло да помогне против Хидриног отрова. Ипак, Хирон је био бесмртан, па од отрова није могао да умре. Зато је он своју бесмртност уступио титану Прометеју, а он је сишао у мрачни Хад.
Док је Фол сахрањивао своје рођаке, он је извукао једну Хераклову стрелу и почео да је разгледа. Она му исклизну и убоде га у ногу, и он остаде на месту мртав. Херакле га је сахранио уз велике почасти.

### Кентауромахија
Када се краљ Лапита, Пиритој женио Хиподамијом, на свадбу је позвао све Олимпљане осим Ареја и Ериде, сећајући се непријатности коју је Ерида изазвала на свадби Пелеја и Тетиде. Свадби су присуствовали многи краљевићи из Грчке, као и Кентаури.
Кентаури су били ненавикнути на вино, а пили су га без мешања са водом, па су се напили. Због тога су напали Хиподамију и остале госте. Пиритој и Тезеј и остали Лапити су прискочили у помоћ Хиподамеји и тако је избио сукоб који је трајао до ноћи, у коме су погинули Кајнеј и Лапит. Тако је почела дуготрајна свађа између Кентаура и Лапита коју су потпиривали Ареј и Ерида из освете што нису позвани на свадбу. Тезеј је отерао Кентауре, који су поново скупили снаге и напали Лапите. Они су савладали главнину лапитске војске и отерали Лапите у Мелеју.

## Варијације

### Женски кентаури
Иако се жене кентаури, зване кентауриде или кентауресе, не помињу у раној грчкој књижевности и уметности, повремено се појављују у каснијој антици. Македонски мозаик из 4. века пре нове ере је један од најранијих примера кентауре у уметности. Овидије такође помиње кентауриду по имену Хилоном која је извршила самоубиство када је њен муж Килар погинуо у рату са Лапитима.

### Индија
Цилиндарски печат Калибангана, датиран у периоду од 2600. до 1900. п. н. е., пронађен на месту цивилизације у долини Инда приказује битку између људи у присуству створења налик кентаурима. Други извори тврде да су представљена створења заправо пола људи а пола тигрови, који су касније еволуирали у хиндуску богињу рата. Ови печати су такође доказ односа Инда и Месопотамије у 3. миленијуму пре нове ере.
У популарној легенди повезаној са храмом Пазаја Срикантесварам у Тируванантапураму, проклетство светог брамина трансформисало је згодног принца Јадава у створење које има тело коња и принчеву главу, руке и торзо уместо главе и врата коња.
Кинарас, још једно митско створење получовека, полукоња из индијске митологије, појавило се у разним древним текстовима, уметностима и скулптурама из целе Индије. Приказан је као коњ са торзом човека где би била глава коња, и сличан је грчком кентауру.

### Русија
У руској народној уметности и лубочким отисцима 17-19 века појавило се створење налик кентауру, получовек, полукоњ, по имену Полкан. Полкан је оригинално заснован на Пуликану, полупсу из песме I Reali di Francia Андреа да Барберина, која је некада била популарна у словенском свету у прозаичним преводима.

## Уметност
Кентаури су чест мотив у античкој уметности, почевши од најстаријих споменика где су представљани са две људске и две коњске ноге. Од 6. века п. н. е. су приказивани са све четири коњске ноге, док су им глава, торзо и руке људски. Најчешће су приказивани у кентауромахији.

### Класична уметност
Изобилна микенска грнчарија пронађена у Угариту укључивала је две фрагментарне микенске фигуре од теракоте које су условно идентификоване као кентаури. Ово откриће сугерише порекло из бронзаног доба за ова створења из мита. Осликани кентаур од теракоте пронађен је у „Гробници хероја“ у Лефканди, и до геометријског периода, кентаури су били међу првим репрезентативним фигурама насликаним на грчкој грнчарији. Често објављивана бронза из геометријског периода на којој је ратник лицем у лице са кентауром налази се у Метрополитен музеју уметности.
У грчкој уметности архајског периода, кентаури су приказани у три различита облика.
- Неки кентаури су приказани са људским торзом причвршћеним за тело коња, где би био коњски врат; овај образац, који је професор Паул Баур означио као „класа А”, касније је постао стандард.
- Кентаури „класе Б” су приказани са људским телом и ногама спојеним у струку са задњим делом коња; у неким случајевима се кентаури и класе А и класе Б појављују заједно.
- Трећи тип, означен као „класа Ц”, приказује кентауре са људским предњим ногама које се завршавају копитима. Баур ово описује као очигледан развој еолске уметности, која никада није постала нарочито распрострањена.[21]

У каснијем периоду, слике на неким амфорама приказују крилате кентауре.
Кентаури су такође често приказивани у римској уметности. Један пример је пар кентаура који вуку кочију Константина Великог и његове породице у Великој Константиновој камеји (око 314–16 године), која отелотворује потпуно паганске слике и у оштрој је супротности са популарном сликом Константина као заштитника раног хришћанства.

### Средњовековна уметност
Кентаури су сачували дионизијску везу у романичким резбареним капителима Мозаичне опатије у Оверњи из 12. века. Други слични капители приказују жетеоце, дечаке који јашу козе (даља дионизијачка тема) и грифоне који чувају путир у коме је било вино. Кентаури су такође приказани на бројном пиктском исклесаном камењу са североистока Шкотске подигнутом у 8–9 веку (нпр. у Мајгл, Пертшир). Иако су изван граница Римског царства, сматра се да су ови прикази изведени из класичних прототипова.

### Модерна уметност
Библиотека Џона К. Хоџиса на Универзитету у Тенесију има сталну изложбу „Кентаура из Волоса“ у својим просторијама. Изложба, коју је направио вајар Бил Вилерс комбиновањем студијског људског скелета са скелетом шетландског понија, носи назив „Да ли верујете у Кентауре?“. Према речима излагача, то је требало да завара студенте како би били критички свеснији.

### У хералдици
Кентаури су уобичајени у европској хералдици, иако су чешћи у континенталном него у британским грбовима. Кентаур који држи лук се назива стрелцем.

## Галерија
- Диосфос сликар, белоземни лекит (500 BC)
- Ботичели, Пала и Кентаур (1482–83)
- Антонио Цанова, Тезеј побеђује Кентаура (1805-1819)
- Кнез Бова се бори против Полкана, руски лубок (1860)
- Бронзана статуа кентаура, по Фуриетским кентаурима